# Robert Hertz
Robert Hertz (Saint-Cloud, 22 giugno 1881 – Marchéville, 13 aprile 1915) è stato un antropologo francese.
Allievo di Émile Durkheim, ne seguì la prospettiva di ricerca sociologica, concentrandosi sul tema delle rappresentazioni collettive dei gruppi sociali. Purtroppo la sua promettente carriera di studioso fu interrotta dalla morte prematura durante la prima guerra mondiale, all'età di trentatré anni. I suoi appunti per un'opera, mai pubblicata, su Il peccato e l'espiazione nelle società primitive furono poi ripresi e ordinati dall'amico e collega Marcel Mauss, che fu appassionato divulgatore delle teorie e delle opere dello studioso scomparso.

## La rappresentazione collettiva della morte
Tema privilegiato della sua ricerca fu la rappresentazione collettiva della morte, intesa, quest'ultima, come evento che mette in pericolo la coesione del gruppo sociale. Esso, in occasione della morte di un proprio membro, difende la propria identità collettiva elaborando degli specifici riti di ricomposizione e di elaborazione del lutto, i rituali funebri; lo scopo di tali rituali è appunto quello di ricondurre l'evento della morte in un orizzonte socialmente concepibile, gestendo in modo controllato il distacco del gruppo dal membro defunto. A questo proposito, egli studiò, nel suo saggio Contributo alla rappresentazione collettiva della morte (apparso su "L'Année sociologique" nel 1907), il rituale della "seconda sepoltura", messo in pratica da alcune popolazioni del Borneo: in occasione della morte di un membro, dopo un primo rito funebre, trascorso un certo periodo di tempo, un secondo rito, più formale e solenne, serve a dare sistemazione definitiva alle spoglie del defunto.
Il rito funebre viene visto insomma da Hertz come una sorta di rito di passaggio da una condizione sociale a un'altra, alla stessa stregua del battesimo o del matrimonio, suggerendo una prospettiva che sarà proposta più estesamente due anni dopo da Arnold Van Gennep. Col rito funebre si scongiura il rischio cioè di considerare il defunto come uscito definitivamente dal gruppo sociale, ma anzi si formalizza visibilmente il suo passaggio dalla comunità dei vivi a quella dei defunti, che è sentita dalla società come parte integrante di se stessa. Con quella sorta di rappresentazione della morte, ritualizzata e teatralizzata, che è il rito funebre, il gruppo sociale, che tende a considerarsi eterno e immutabile, si difende dal possibile attacco che la morte di un proprio membro ha rappresentato per la propria stessa coesione.

## La preminenza della mano destra
Nel 1909 Hertz pubblicò un secondo importante studio intitolato La preminenza della mano destra. Studio sulla polarità religiosa. In esso lo studioso ipotizzò che gli esseri umani abbiano la tendenza a pensare e a dividere lo spazio fisico secondo un principio oppositivo bipolare, la destra e la sinistra, cui corrisponderebbe una ancestrale opposizione, questa volta a livello concettuale, tra il sacro e il profano. Ciò si rifletterebbe da un lato nella preminenza, appunto, della mano destra (vista non, o non solo, come frutto di una naturale asimmetria organica del corpo umano, ma come una "istituzione sociale"), e dall'altro nelle rappresentazioni collettive legate alla destra, idealizzata e identificata con tutto ciò che è positivo e sicuro, rispetto alla sinistra, vista come "luogo" del pericolo e dell'inquietudine, su cui pesa una sorta di interdetto sociale.
Hertz ipotizza che ciò potrebbe essere alla base, tra l'altro, del fenomeno linguistico che vede, nell'ambito delle lingue indoeuropee, una radice comune per le parole indicanti la destra, a differenza di ciò che accade per quelle indicanti la sinistra. Hertz individuò in pratica un sistema di classificazione concettuale operato dal pensiero umano secondo un principio di opposizione: da quella originaria tra sacro e profano discenderebbe una lunga serie di altre opposizioni concettuali (ad esempio tra destra e sinistra, chiaro e scuro, maschio e femmina e via dicendo).

## L'antropologia "alpina"
Hertz va ricordato infine come uno degli iniziatori degli studi etnologici incentrati sulla cultura della zona delle Alpi: egli condusse infatti, nel 1911, uno studio sulle forme della devozione popolare al santuario di san Besso, presso Cogne.